# Biagicola signipennis
Biagicola signipennis là một loài bướm đêm trong họ Noctuidae.